# Franz Anton Maulbertsch
Franz Anton Maulbertsch (7. června 1724 – 8. srpna 1796) byl rakouský malíř a rytec, který patřil k významným představitelům rokoka nebo pozdního baroka ve střední Evropě. V závěru svého života se přikláněl ke klasicismu.

## Život
Narodil se v Langenargenu u Bodamského jezera. Jeho otec Anton Maulbertsch byl rovněž malíř, od něj se Franz Anton naučil základům svého řemesla. Později studoval malířství na Vídeňské akademii mj. u Paula Trogera. V roce 1750 získal jeho obraz první cenu v soutěži Akademie.
V Kroměříži je zaznamenán s chotí Barborou dne 8. srpna 1759 při křtu Antonína Františka Hirnleho, syna sochaře Františka Hirnleho. Roku 1759 se stal členem Vídeňské akademie, od roku 1770 zasedal v její radě. V roce 1788 se stal rovněž členem Berlínské akademie. Oženil se dvakrát, podruhé v roce 1780, a měl jednoho syna Antona Jakoba. Zemřel ve Vídni.

## Dílo
Maulbertsch maloval hlavně fresky, ale také oltářní obrazy a byl i vynikajícím kreslířem a grafikem, jeho dílo se vyznačuje výraznými barvami. Na zakázkách nepracoval sám, měl celou řadu žáků a spolupracovníků, patřili k nim např. Johann Wenzel Bergl, Felix Ivo Leicher, Josef Winterhalder ml., Andreas Brugger, Johann Angst, František Antonín Šebesta-Sebastini, Mathias Bronnemayer a jiní. Úzce spolupracoval i se sochařem Ondřejem Schweiglem. Působil v celé rakouské monarchii; jeho díla lze najít v dnešním Rakousku, Slovensku, Maďarsku i Česku.

### Morava a Čechy

#### Oltářní obrazy
- 1759 – Svatý Jan Nepomucký jako přímluvce utiskovaných a pronásledovaných, boční oltář bývalého piaristického kostela sv. Jana Křtitele, Mikulov, podíl dílny: zřejmě Andreas Brugger

- 1760 – Apoteóza svatého Jana Nepomuckého, hlavní oltář kostela sv. Jana Nepomuckého, České Budějovice, pochází z katedrály sv. Mikuláše, podíl dílny: zřejmě Andreas Brugger
- 1764 – Kristus se zjevuje apoštolu Tomášovi, hlavní oltář bývalého augustiniánského kostela sv. Tomáše, Brno, podíl dílny
- 1765 – Vidění svatého Norberta pod křížem, hlavní oltář bývalého dominikánského kostela Nalezení sv. Kříže, Znojmo, pochází z letního refektáře louckého kláštera, podíl dílny
- asi kolem 1765 – Archanděl Michael bojující s ďáblem, hlavní oltář kaple sv. Michala, Vracovice, dílna
- 1766 – Apoteóza sv. Hypolita, hlavní oltář kostela sv. Hypolita, Znojmo-Hradiště, podíl dílny: zřejmě Josef Winterhalder ml.

- 1766/1767 – Nanebevzetí Panny Marie, hlavní oltář bývalého cisterciáckého kostela Nanebevzetí Panny Marie, Předklášteří, podíl dílny
- 1767 – Kázání svatého Jana Křtitele a Apoteóza svatého Jana Nepomuckého, boční oltáře bývalého cisterciáckého kostela Nanebevzetí Panny Marie, Předklášteří, dílna
- 1766/1767 – Obláčka svatého Norberta, Mystické zasnoubení blahoslaveného Heřmana Josefa, boční oltáře premonstrátského kostela Narození Panny Marie, Želiv, podíl dílny: zřejmě Vinzenz Fischer
- kolem 1767 – Loučení svatého Petra a Pavla, hlavní oltář kostela sv. Petra a Pavla, Hrádek u Znojma, podíl dílny
- 1771 – Vyučování Panny Marie, boční oltář katedrály sv. Mikuláše, České Budějovice
- kolem 1774 – Apoteóza svatého Jana Nepomuckého, Modlitba svatého Prokopa, Daniel v jámě lvové, Arnošt z Pardubic uctívá sochu Panny Marie Kladské, boční oltáře premonstrátského kostela Narození Panny Marie, Želiv, dílna
- kolem 1775 – Svatý Jan Nepomucký jako přímluvce chudých a nemocných a Uctívání obrazu Panny Marie Pomocné, boční oltáře kostela sv. Petra a Pavla v Hrádku u Znojma, podíl dílny
- 1777 – Smrt svatého Františka Assisi, boční oltář paulánského kostela Narození Panny Marie, Vranov, podíl dílny
- 1777 – Svatý Jan Nepomucký jako přímluvce umírajících, nemocných a chudých, boční oltář poutního kostela Bičovaného Spasitele, Dyje
- 1778 – Křest Krista, hlavní oltář kostela sv. Jana Křtitele, Mašovice, ? výrazně přemalováno
- 1778 – Svaté Příbuzenstvo, boční oltář paulánského kostela Narození Panny Marie, Vranov, podíl dílny
- 1782 – Nanebevzetí Panny Marie, hlavní oltář bývalého premonstrátského kostela Nanebevzetí Panny Marie, Brno-Zábrdovice, podíl dílny
- 1784 – Nalezení svatého Kříže, hlavní oltář kostela Povýšení sv. Kříže, Doubravník, podíl dílny
- 1791–1794 – Andělé Strážní, hlavní oltář bývalého servitského kostela sv. Andělů Strážných, Veselí nad Moravou, podíl dílny
- 1794/1795 – Nejsvětější Trojice, hlavní oltář kostela Nejsvětější Trojice, Praha–Nové Město, podíl dílny

- Kristus se zjevuje apoštolu Tomášovi, kostel sv. Tomáše v Brně (1764)
- Obláčka sv. Norberta, klášterní kostel v Želivě (1766/1767)
- Nanebevzetí Panny Marie, klášterní kostel v Předklášteří (1766/1767)
- Nanebevzetí Panny Marie, klášterní kostel v Zábrdovicích (1782)
- Andělé Strážní, kostel servitů ve Veselí nad Moravou (1791–1794)

#### Fresky
- 1759 – scény z historie olomouckého biskupství a manského zřízení na klenbě tzv. Manského sálu v arcibiskupském zámku, Kroměříž
- 1759–1760 – scény ze života sv. Jana Křtitele na klenbě bývalého piaristického kostela sv. Jana Křtitele, Mikulov, podíl dílny: Johann Angst a Andreas Brugger
- 1766 – Nalezení a uctívání Svatého Kříže, Oslava svatého Hypolita na klenbě, čtyři evangelisté v pendetivech a Beránek Boží na klenbě presbytáře křižovnického kostela sv. Hypolita, Znojmo-Hradiště, podíl dílny: zřejmě Josef Winterhalder ml. a Vincenz Fischer
- 1769 – biblické a alegorické výjevy na stěnách bývalé sakristie a kapitulní síně a Triumf víry (po 1770) klenbě tzv. Švédské kaple bývalého kartuziánského kostela Nejsvětější Trojice, Brno-Královo Pole
- 1774–1775 – Klanění pastýřů, Alegorie Spásy, Triumf Víry, Ecce Homo, Evangelisté, Církevní otcové a prorokové na klenbě poutního kostela Bičovaného Spasitele, Dyje, podíl dílny: Josef Winterhalder ml.
- 1794 – Alegorie pokroku lidského ducha, Filozofický sál Strahovského kláštera, Praha  - Fresky na klenbě, kostel sv. Hypolita na Hradišti (1766)
  - Beránek Boží, kostel sv. Hypolita na Hradišti (1766)
  - Nalezení sv. Kříže císařovnou Helenou, detail fresky v kostele sv. Hypolita na Hradišti (1766)
  - Zvěstování Panně Marii, kartuziánský kostel Králově Poli (1769)
  - Zjevení Jozue u Jericha, kartuziánský kostel v Králově Poli (1769)
  - Alegorie pokroku lidského ducha, Filozofický sál Strahovského kláštera (1794)

#### Muzea a církevní instituce

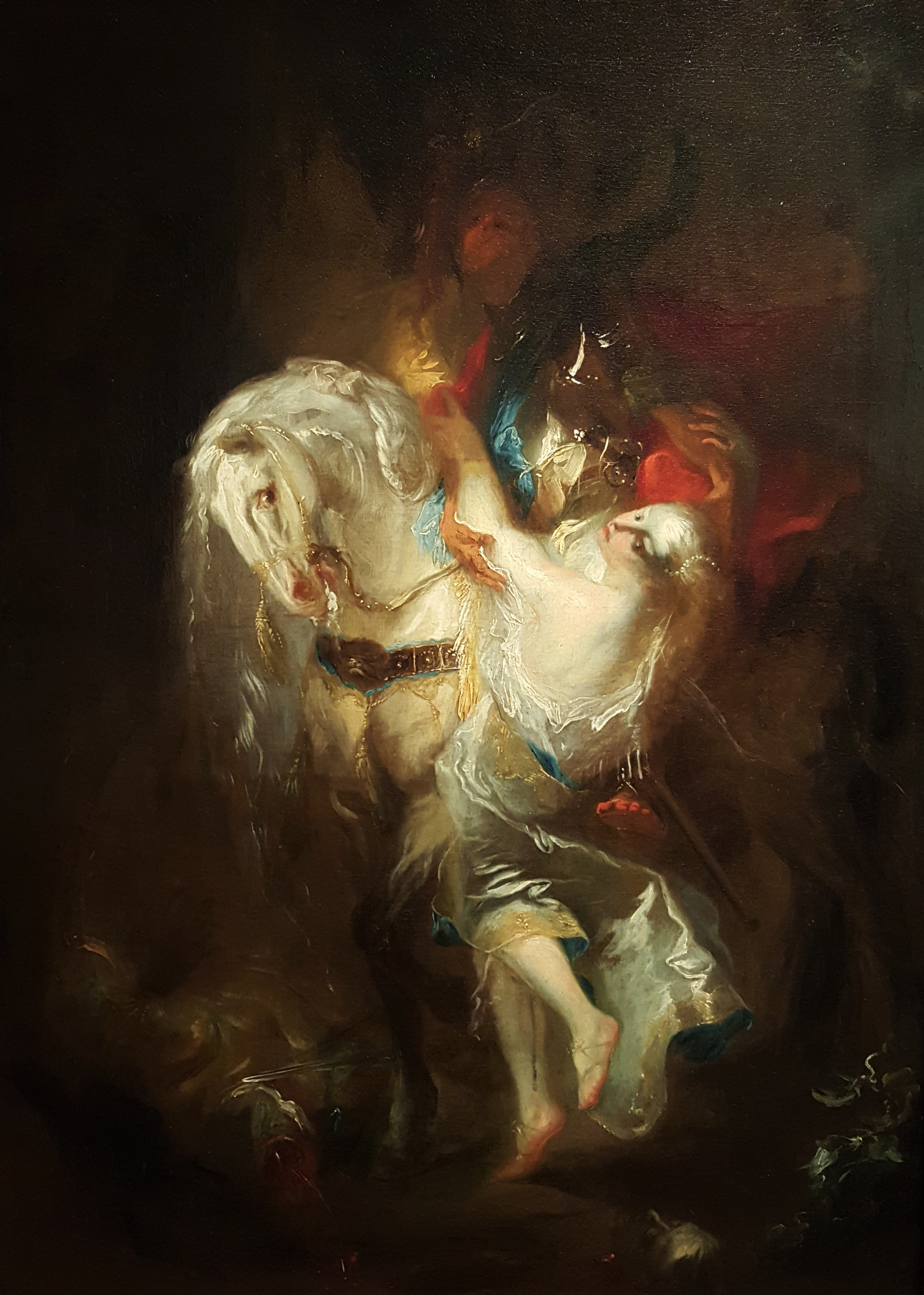
Únos/Vysvobození panny, Moravská galerie v Brně (kol. 1758)

- Únos/Vysvobození panny, Moravská galerie v Brně (kol. 1758)kolem 1742/43 – Klanění králů a Předání klíčů apoštolu Petrovi, Slezské zemské muzeum v Opavě
- po 1745 – Judita s hlavou Holofernovou, Národní galerie v Praze
- asi před 1750 – Svatý Šebestián, klášter Rajhrad, pochází zřejmě z kaple sv. Šebestiána na Svatém Kopečku u Mikulova
- po 1750 – Putti s květinami a padající vodou a Letící Putto s květinami, NPÚ v Praze, pochází ze zámku Košetice
- asi po 1763 – Svatý Antonín Paduánský s Ježíškem, Muzeum Kroměřížska v Kroměříži, dílna
- 1754 – Svatá Alžběta, konvent alžbětinek v Brně, původně na oltáři kaple
- kolem 1755 – Představení Krista v chrámu, Národní galerie v Praze
- kolem 1756 – Alegorie výchovy mladého šlechtice, Národní galerie v Praze[3]
- kolem 1758 – Únos nebo Vysvobození panny, Moravská galerie v Brně[4]
- asi 1765–1770 – Zuzana a starci, Muzeum umění Olomouc, dílna
- po 1765 – portrét louckého opata Gregora Lambecka, proboštství křižovníků s červenou hvězdou na Hradišti, zapůjčeno do Jihomoravského muzea ve Znojmě
- asi 1775–1780 – Ester před Achašverem, Národní galerie v Praze
- před 1794 – Ukřižování se svatou Máří Magdalénou, Strahovský klášter
- 1794/1795 – Svatý Jan Nepomucký na modlitbách, Strahovský klášter, původně na bočním oltáři farního kostela v Kmetiněvsi, podíl dílny

#### Skici
- 1759 – Přijetí olomouckého biskupa Bruna ze Schauenburgu českým králem Přemyslem Otakarem II., pro fresku v Manském sálu zámku Kroměříž, zámek Slavkov u Brna, dílna
- kolem 1760 – Nanebevzetí Panny Marie, součást modelu hlavního oltáře od Ondřeje Schweigla pro cisterciánský klášter na Starém Brně, Slezské zemské muzeum v Opavě
- 1760 – Diana odhaluje těhotenství Kallistó/Alegorie jitra, pro nerealizovanou výzdobu Sněmovního sálu zámku v Kroměříži, Moravská galerie v Brně, dílna: zřejmě Andreas Brugger[5]
- kolem 1765 – Scéna z antické historie (Smrt Archiméda?), Moravská galerie v Brně, dílna[6]
- 1766 – Nalezení svatého Kříže, pro fresku na kopuli křížovnického kostela na Hradišti, Moravská galerie v Brně, dílna: zřejmě Josef Winterhalder ml.[7]
- 1767 – Kázání sv. Jana Křtitele, pro boční oltář klášterního kostela v Předklášteří, Moravská galerie v Brně[8]
- asi kolem 1767 – Svatý Linhart, svatý Vendelín a svatý Osvald a Ukřižovaný Kristus s dušemi v očistci, farnost Hrádek u Znojma, dílna
- kolem 1790 – Merkur ve Vulkánově dílně, Národní galerie v Praze
- 1793–1794 – Triumf Boží moudrosti, celoplošný návrh pro fresku ve Filozofickém knihovním sále, Strahovský klášter
- 1793–1794 – Alegorie pokroku lidského ducha, návrh ústřední scény pro fresku ve Filozofickém knihovním sále, Strahovský klášter

- Přijetí biskupa Bruna ze Schauenburgu Přemyslem Otakarem II. (1759)
- Diana odhaluje těhotenství Kallistó (1760)
- Nalezení sv. Kříže (1766)
- Triumf Boží moudrosti (1793–1794)

#### Nezvěstné (zničené)
- asi 1747 – Svatá Valburga pro kostel sv. Vavřince v Dačicích
- 1765 – fresková výzdoba letního refektáře kláštera v Louce, zaniklo po zrušení kláštera roku 1784, podíl dílny: Josef Winterhalder ml. a Vinzenz Fischer
- asi 1765 – Kristus s apoštoly na večeřadle pro zimní refektáře kláštera v Louce, pro přenesení do kostela ve Vrtbovci nezvěstný
- 1769 – Svatý Jan Nepomucký pro kapitulní síň kláštera kartuziánů v kostele Nejsvětější Trojice v Brně, po zrušení kláštera přenesený do kostela v Prosiměřicích, kde se jeho stopy ztrácí
- kolem 1769 – fresková výzdoba klenby křížové kaple (sv. Máří Magdalény) v klášteře kartuziánů v Brně-Králově Poli, kaple zbořena po roce 1784
- 1769 – Nanebevzetí Panny Marie pro hlavní oltář kostela Nanebevzetí Panny Marie v Kojetíně, po roce 1867 nahrazen kopií
- kolem 1770 – Umučení sv. Vavřince, Svatá Barbora, Svatý Josef pro hlavní a boční oltáře kostela sv. Vavřince v Přerově
- 1778 – fresková výzdoba klášterní knihovny v Louce, zaniklo po zrušení kláštera roku 1784
- asi 1792 – Nanebevzetí Panny Marie pro hlavní oltář kapucínského kostela v Kyjově, roku 1880 nahrazen obrazem Josefa Zeleného a definitivně odstraněn z kostela po roce 1910
- asi 1791/1794 – Svatý Oldřich pro hlavní oltář kostela sv. Oldřicha ve Strachotíně

### Slovensko
- obraz Sv. Jan z Mathy a sv. Felix z Valois před Nejsvětější Trojicí na hlavním oltáři bývalého trinitářského kostela v Trnavě (1754)
- nástěnné malby a oltářní obrazy v zámecké kapli Neposkvrněného početí Panny Marie v Trenčianských Bohuslavicích (1763)
- obraz Archanděl Michael porážející ďábla s Immaculatou na hlavním oltáři kostela sv. Michaela archanděla ve Skalici (1778)
- freska Zázrak sv. Ladislava na klenbě kaple Primaciálního paláce v Bratislavě (1780)

- Obraz hlavního oltáře kostela v Trnavě (1754)
- Zázrak sv. Ladislava, Primaciální palác v Bratislavě (1780)

### Rakousko
- obrazy na bočních oltářích františkánského kostela v Enzersdorfu (kolem 1750)
- stropní obraz Alegorie čtyř ročních dob v zámku Kirchstetten (1751)
- oltářní obrazy v kostele sv. Oldřicha, Vídeň (kolem 1751 a 1760)
- oltářní obrazy a fresky v piaristickém kostele Maria Treu ve Vídni (1752–1753)
- fresky Diana a Aktaión v sálu a Apoteóza sv. Leopolda v kapli na zámku Ebenfurth (1754)
- freska na Oslava sv. Františka Régise v kapli kostela Am Hof ve Vídni (1754)
- fresky Alegorie křesťanských ctností a Bůh Otec v kapli sv. Jana Nepomuckého (Hundsturmer Kapelle) ve Vídni (1756), dílna
- oltářní obrazy a nástropní fresky v poutním kostele Gutenbrunn-Heiligenkreuz v Herzogenburgu (1757–1758)
- oltářní obraz Nanebevzetí Panny Marie namalovaný pro Altmünsterský klášter v Mohuči, dnes se nachází v kostele sv. Quintina (1758)
- nástropní freska Alegorie získání a udržení vědomostí na klenbě knihovny bývalého kláštera barnabitů v Mistelbachu (1760)
- freska Alegorie plynutí času na klenbě centrálního sálu letohrádku Halbturn (1765)
- nástropní freska Křest Krista v Nové aule staré univerzity ve Vídni (1767)
- nástropní freska ve Velkém sále Hofburgu v Innsbrucku na téma spojení habsburského a lotrinského domu (1775–1776)

- Apoteóza Panny Marie, kostel Maria Treu ve Vídni (1752–1753)
- Nástropní fresky v kostele Gutenbrunn-Heiligenkreuz (1757–1758)
- Alegorie plynutí času, zámek Halbturn (1765)
- Křest Krista v Nové aule staré univerzity ve Vídni (1767)
- Fresky v sále Hofburgu v Innsbrucku (1775–1776)

Rakouská Österreichische Galerie Belvedere má ve sbírkách přes 37 obrazů, skic a kreseb.
- Akademie se svými atributy u Minerviných nohou (1750)
- Kristus a setník v Kafarnaum (kol. 1750/1755)
- Vítězství svatého Jakuba v bitvě u Claviga (mezi 1762–1764)
- Zvěstování Panně Marii (kol. 1766/1767)
- Oslava císaře Josefa II. s připomínkou orby u Slavíkovic (1777)

### Maďarsko
- iluzivní oltáře a fresky na klenbách ve farním kostele v Sümegu (1757–1758)
- fresky ze života Panny Marie a oltářní obrazy v karmelitánském kostele v Székesfehérváru (1768)
- fresky Navštívení Panny Marie v presbytáři a Oslava Nejsvětější Trojice na klenbě v katedrále ve Vácu (1770–1771)
- fresky a obrazy v katedrále v Rábu (1772–1773)
- obraz Immaculata před Nejsvětější Trojicí na hlavním oltáři kostela Nejsvětější Trojice v Bicske (kolem 1774)
- fresky ze života sv. Štěpána ve farním kostele sv. Štěpána v Pápě (1782–1783)
- freska Oslava diecéze a historie města na stropě slavnostního sálu biskupského paláce v Szombathely (1783)
- fresky ve slavnostním sále (refektáři) a Triumf Nejsvětější svátosti na klenbě kaple v arcibiskupském paláci v Kalocsi (1784)
- freska Oslava Nejsvětější Trojice za přítomnosti maďarských světců na klenbě kaple lycea v Egeru (1792)
- oltářní obrazy (1791–1792) a fresky (1794–1795) pro katedrálu v Szombathely, po jeho smrti fresky dokončil roku 1800 jeho žák Josef Winterhalder ml. (zničeno 1945)  - Nanebevstoupení Krista, farní kostel v Sümegu (1757–1758)
  - Oslava Panny Marie, karmelitánský kostel ve Székesfehérváru (1768)
  - Navštívení Panny Marie, katedrála ve Vácu (1770–1771)
  - Nanebevzetí Panny Marie, katedrála v Rábu (1772–1773)
  - Kázání sv. Štěpána, farní kostel v Pápě (1782–1783)
  - Oslava Nejsvětější Trojice za přítomnosti světců, kaple lycea v Egeru (1792)